# Ослобођење Пирота у Другом светском рату
Ослобођење Пирота у Другом светском рату представља једну од последњих фаза ослобођења од окупатора.

## Окупација Пирота
За време рата, 8. априла 1941. Пирот су окупирали Немци. Наступила је брза капитулација краљевске југословенске војске а затим је дошла бугарска војска у Пирот која је под заштитом Немаца, у ноћи 29. априла ушла у Пирот. Пријем међу становништвом био је хладан и непријатељски а свега неколико породица из Димитровградског среза (породице Недељка Стојића, Алексе Поповића, Мите Денковића и попа Арсена Делчева) су истакле бугарске заставе. Поред оваквог пријема, бугарски листови су писали о величанственом доласку бугарске војске у Пирот.
Уласком Немаца у Поморавље и Македонију, пробугарско становништво је почело са формирањем националних комитета за дочек Бугара. Главни комитет створен је у Скопљу са циљем да обезбеди прикључење Бугарској. Бугари нису били само за Македонију заинтересовани, врањски или пиротски округ, већ је истицана претензија и на Поморавље са градовима Ниш и Лесковац. Маја 1941. у Софији је основан Комитет за Поморавље на чијем челу је био генерал Георги Христов. Овај комитет се залагао за духовно присаједињење свих Бугара који су живели у сливу Мораве, која је сматрана бугарском реком.
Када су Пирот и срез нишавски ушли у састав бугарске државе, сматрани су „новоослобођеним“ областима бугарске територије.
Први председник општине Пирот под бугарском окупацијом је био Димитрије Младеновић Гага. Али је убрзо сва војна, цивилна и политичка власт била бугарска док су све положаје по општинама запосели чиновници из Бугарске.

## Прве борбе
Први покушаји у срезу да се формира народна власт је било оснивање партизанских јединица 1942. године. Крајем 1941. једна партизанска десетина Сврљишког Народноослободилачког партизанског одреда долази на терен Горњег Висока. Они су обишли височка села и са собом повели 6 људи који су били спремни за борбу. Из покрета се са својим људима издвојио човек са надимком Џаџа из села Стањанце. Ова група настојала је да обилази околна села и на своју руку преузимала је мере за организовање одреда и подизање устанка, ликвидирала бугарске органе власти и постављала нове. Успели су да нападну општину у селу Велика Лукања, спалили су општину, делом да ликвидирали и похватали Бугаре и њихове сараднике док је у селу поставила мештанина из села, Јеленка Алексића, за председника општине. Недисциплинован одред почео је да изводи неке економске реформе (имовинско изједначавање људи), а недисциплинованим акцијама против окупаторских снага допринео је да бугарска војска и полиција разбије одред.
Први народноослободилачки одбори били су добар подстрек партизанском покрету јер су доприносили његовом развоју. Такви одбори формирани су у селима: Петровац, Чиниглавци, Обреновац, Нишор, Добри Дол, Градиште, Басара, Сопот, Гњилан, Велики Суводол, Рсовци, Брлог, Дојкинци, Топли До, Јеловица, Паклештица, Росомач, Рагодеш, Црвенче, Блато, Крупац и Завој. Одбори нису имали трајни карактер већ су представљали привремене органе власти који су испуњавали неке задатке после чијег извршења би се расформирали. Одбори су касније добили сталну форму органа власти и бирали су се на сеоским конференцијама на ослобођеној територији али и у селима на окупираној територији: Петровац, Држина, Расница, Пасјач, Камик, Војнеговац, Јалботина, Велики Јовановац. Средином 1944. у области Падеж, на сеоској конференцији је формиран народноослободилачки одбор на чијем челу је био Чедомир Панајотовић. Одбор почео је одмах сабирао добровољне прилоге за партизане, растурали су прошаганде материјале који су штампани у Пироту. Први чланови одбора су били најборбенијих људи који су овај статус заслужили пробијањем кроз непријатељске блокаде села и града, давали партизанима потребна обавештења и који су доносили неопходне ствари. Што је била јача партизанска јединица, утолико су одбори стицали нове функције. Почетком 1944. они су представљали тела која су личила на власт. Одбори су поред тога доносили одлуке о организацији прикупљања оружја и муниције за партизане, помоћи у пшеници другим срезовима, мобилизацији људи, опомињању људи непријатељски настројених према партизанима и оних који су сарађивали са окупатором уз обавезу да се са њима разговара, извршењу смртних казни над издајницима итд. Одбори су били одговорни Среском народноослободилачком одбору који непосредно пред ослобођење Пирота није био у целини формиран.

## Ослобођење 1944. године
Средином 1944. године дошло је до нових збивања на територији пиротског округа: борбе између припадника НОВЈ с једне и бугарских и четничких војника с друге стране. У срезу Белопаланачком, између села Клења и Љубатовице, дошло је до сукоба између четничког одреда потпомогнутог граничарима и петорица партизана који су били на једној појати. У једночасовном пушкарању, том приликом четници су успели да заробе двојицу, али је приликом напада тешко рањен један од четника који је транспортован у болницу у Белу Паланку а потом и у Ниш. О томе да је ситуација била озбиљна сведочи и потера која је организована од стране четника, којима се придружило одељење граничара из села Чифлик и Бабин Кал а додатна помоћ је стигла из Беле Паланке. Потери се прикључила и патрола пољске страже која се службеним послом задесила у Бабином Калу. Патрола је успела да у близини села Доња Глама зароби једног партизана који се после 10 минута борбе предао. Том приликом догодио се и инцидент те је дошло до борбе између четника и једног одреда граничара у којем су била два лакша рањеника. Тада је код заробљених пронађена једна пушка а они су послати на испитивање у Белу Паланку а потом и у Ниш. Како су саслушани заробљеници изјавили, они су били веза између партизанских одреда у околини Ниша и у околини Пирота.
Дана 22. маја 1944. формирана је друга српска дивизија у чији састав су биле шеста јужноморавска и десета српска бригада као и Црнотравски одред. Уместо Црнотравског одреда, 10. јуна 1944. у састав дивизије ушла је дванаеста српска бригада. Дивизија је променила име у двадесетдруга српска дивизија 14. јула. Дивизија је имала у почетку око 2.000 бораца. За првог команданта дивизије изабран је Живојин Николић Брка који је на тој позицији остао до 1. септембра када је на његово место дошао Ратко Софијанић. До 5. септембра била је под командом Главног штаба Србије, а 6. септембра ушла је у састав XIII корпуса.
Од фебруара 1944. припадници четничког покрета из састава Нишавског четничког корпуса су дејстовали на простору Пирота и Бабушнице. На челу Нишавског корпуса био је Александар Видановић Еуген али га је на то место заменио капетан II класе Душан Петровић „Борош“. У саставу Нишавског корпуса до тада се налазило шест бригада: три пиротске, лужничка, царибродска и летећа бригада. Током лета 1944. четници су наставили борбу против партизанских јединица, развијали живу пропагандну активност на ширења идеја одлуке конгреса регрутујући нове борце и снабдевајући се од својих симпатизера. У свом трогодишњем ратовању, припадници Нишавског корпуса нису учествовали у борби против бугарске војске и полиције нити против припадника формација Милана Недића и Димитрија Љотића. Једини бугарски полицајац који је био жртва у току рата, настрадао је од стране четника у селу Гњилан 1943. године. То је урађено како би се према становништву извршила одмазда од стране Бугара јер су четници сматрали да је село Гњилане упориште партизанског покрета.
После избацивања Румуније из рата и избијања Црвене армије на границе са Бугарском, дошло је до великог колебања међу бугарским јединицама у окупираним крајевима. Због ових нових догађања Главни штаб НОВ и ПО Србије је издао директиву за преговоре са Бугарима о предаји и њиховом учешћу у рату против Трећег рајха. Стање у бугарским
редовима најбоље описује прва реченица директиве: „Догађаји се све брже развијају. Одлазак бугарских трупа је питање дана, можда часова.“ Од представника НОВ и ПО Југославије тражило се да што пре ступе у контакт са бугарским гарнизонима у вези са слањем парламентараца у што краћем року. Од Бугара се тражило да у садејству са НОВ и ПО ликвидирају немачке, четничке и Недићеве снаге у својим гарнизонима. Уколико би то одбили, онда је требало да се од Бугара тражи предаја оружја како га не би преузели Немци и колаборационисти. Ако би Бугари приступили ликвидацији осовинских снага, од њих би се потом тражило да наставе са заједничким акцијама, под командом НОВ и ПО или да приступе бугарској народноослободилачкој војсци. Уколико би то одбили, онда би се Бугарима обезбедио излазак из окупираних подручја уз предају свог оружја и опреме. Поред тога, главни задатак свим јединицама НОВ и ПО био је да што пре овладају градовима под контролом Бугара као и комуникацијама под бугарском контролом.
Јула 1944. из Црне Траве у пиротски крај дошао је Јован Цекић који је био члан окружног комитета КПЈ. стигао је у село Петровац. Партизанске јединице у Петровцу поседовале су радио станицу којом су се пратиле најновије вести о догађањима на фронту, нарочито из Бугарске. Непосредно пред ослобођење Пирота, у село Војнеговац дошао је један Бугарин у цивилу и понудио предају бугарске касарне и моста у селу Суково. Хтели су да партизани униште мост како би се спречило повлачење Немаца из Бугарске. Овакав развој догађаја изазвао је сумњу међу партизанима. После ових преговора
Бугарин је дошао још једном али су га овом приликом партизани свезали под наводном сумњом да је он бугарски агент. После кратког времена Бугарин је признао да су преговори били смишљена акција како би се ликвидирао истакнути партизански вођа за кога су чули да је боравио у пиротском крају.
Испоставило се да је заробљени Бугарин у ствари бугарски полицајац ко био одговоран за више злочина против локалног становништва. Он је предат окупљеном народу који га је линчовао због злочина.
Из Пирота је стигла вест да влада пометња међу Бугарима, да су бугарски полицајци бежали и бацали оружје, а да је то последица напете ситуације у Бугарској. На постојећу телефонску мрежу која је пролазила близу Петровца, прикључен је пољски телефон и преко њега је позвана бугарска команда у Пироту. Бугари су хтели да преговарају и преко телефона су тражили да Јован Цекић дође у Пирот. Бугари су позвани да њихова делегација дође у близину села Петровац и да се преговори воде на партизанској територији. Партизанима није одговарало да уместо Бугара у град дођу Немци, док су Бугари желели да што пре напусте Пирот  По овлашћењу генерала Попова из Пирота, 6. септембра 1944. колима је у Петровац дошла једна делегација у чијем саставу су били један пуковник, потпуковник и мајор. После кратких преговора одлучено је да се Бугари повуку из Пирота. До доласка партизана бугарске јединице су држале фронт. Убрзо је у Пирот стигао један део Нишавског одреда за одржавање реда. Овим догађајима завршено је ослобођење Пирота и отпочело формирање народне власти.